# 筒江海斗
筒江 海斗（つつえ かいと、1998年7月2日 - ）は、日本の陸上選手。2024年パリオリンピックの400mハードルに出場した。
熊本県出身。熊本県立熊本西高等学校、福岡大学卒。